# Nemzeti bajnokság I 1920/1921
Osmnáctý ročník Nemzeti bajnokság I (1. maďarské fotbalové ligy) se konal opět za účasti třinácti klubů, které byli v jedné skupině a hrály dvakrát každý s každým. 
Soutěž ovládl poosmé ve své klubové historii a pošesté za sebou MTK Budapešť. Nejlepším střelcem se stal již po sedmé po sobě György Orth (21 branek), který hrál za MTK Budapešť.